# Thư viện châu Âu
Thư viện châu Âu (tiếng Anh: European Library) là một trang web cho phép truy cập vào tài nguyên của 47 thư viện quốc gia châu Âu. Những tài nguyên này bao gồm sách, tạp chí, báo, bản ghi âm thanh... có thể đã số hóa hoặc không. Quan lý chung của thư viện là một Consortium gồm 23 thư viện quốc gia.